# Stuttgarter Gardinenfabrik
Die Stuttgarter Gardinenfabrik GmbH war eine deutsche Textilfirma mit Sitz in Stuttgart bzw. Herrenberg, die Vorhang- und Möbelbezugsstoffe herstellte.

## Geschichte
Das Unternehmen wurde 1934 in Stuttgart gegründet und produzierte zunächst vor allem so genannte Raschelware, also „Tüll- und Marquisettegardinen, deren Muster Ton in Ton erscheinen und auf Strukturgarnen und besonderen Webtechniken beruhen.“ 1937 übernahm Hans Goltermann Anteile an der GmbH und wurde Geschäftsführer. Im gleichen Jahr erweiterte das Unternehmen sein Sortiment um Druckstoffe. 1938 kam zum Fabrikgebäude am Stuttgarter Feuersee eine Weberei in Lengenfeld (Sachsen) hinzu und Hans Goltermann stellte die junge Designerin Margret Hildebrand als Entwerferin ein.
Die Einrichtung eines betriebseigenen Entwurfsateliers war Teil von Goltermanns neuem Firmenkonzept: Ein Unternehmen sollte sich nach seiner Auffassung auf die Aufgabe konzentrieren, „dem industriell hergestellten Erzeugnis Charakter und Individualität zu geben“. Um ein in diesem Sinne ein „gutes Erzeugnis“ herzustellen, war „die engste Zusammenarbeit von Künstler, Kaufmann und Techniker“ notwendig. Erste Erfolge der engen Zusammenarbeit zwischen Margret Hildebrand und Hans Goltermann stellten sich rasch ein: 1939 waren Stoffe mit Entwürfen von Margret Hildebrand bei einer Ausstellung im Leipziger Grassi Museum vertreten. 1942 erhielten Stoffe der Stuttgarter Gardinenfabrik Auszeichnungen bei der VII. Triennale (einer Kunstgewerbeschau) in Mailand.
Nach der Zerstörung der Produktionsstätte in Stuttgart-Feuersee bei einem Bombenangriff im Jahr 1944 und der Enteignung der Weberei in Lengenfeld nach dem Ende des Zweiten Weltkriegs siedelte die Stuttgarter Gardinenfabrik 1948 nach Herrenberg über. Im ehemaligen Gebäude des Arbeitsmaidenlagers des Reichsarbeitsdienstes – in dem sich seit 2016 die Ditib-Moschee befindet – entstand die Textildruckerei. 1950 wurde nach den Plänen des Architekten Hans Schwippert eine neue Weberei errichtet. 1956/57 folgte die vom Bauhausschüler Hermann Blomeier entworfene Filmdruckhalle.
Am neuen Standort Herrenberg entwickelte sich die Stuttgarter Gardinenfabrik zu einer international erfolgreichen Firma. In den Jahren 1948 bis 1963 war dieser Erfolg eng mit dem Namen Margret Hildebrand verknüpft. Als Atelierleiterin war sie verantwortlich für die Gestaltung der kompletten Produktion der Firma und vermochte es „dank des unternehmerischen Weitblicks (…) einem Unternehmen während nahezu zwei Jahrzehnten ihren Stempel aufzudrücken, womit sie den ‚Stuttgarter Gardinen‘ zu einem weltbekannten Designprofil verhalf.“ Die Stuttgarter Gardinenfabrik exportierte Gardinenstoffe in alle westlichen Länder. Das Bundeshaus, zahlreiche Bonner Ministerien, das Olympische Dorf in München sowie viele weitere repräsentative Gebäude wurden mit Gardinen aus Herrenberg ausgestattet.
Unter dem neuen Geschäftsführer Wilhelm Goltermann und der neuen Leiterin des Design-Ateliers Antoinette de Boer setzte sich der Erfolg des Unternehmens zunächst fort. Im September 1999 stellte die Stuttgarter Gardinenfabrik die Produktion in Herrenberg ein. Der Name und die Kollektion wurden an ein Schweizer Textilunternehmen verkauft. Teile des Firmenarchivs befinden sich im Wirtschaftsarchiv Baden-Württemberg. Die umfangreiche Stoffmustersammlung wurde 2001 an das Landesmuseum Württemberg übergeben. Eine Ausstellung zu „Designerinnen der Stuttgarter Gardinenfabrik“ zeigt das Stadtarchiv Herrenberg von März bis April 2024.